# Гужунак
Гужунак (фр. Goujounac) насеље је и општина у јужној Француској у региону Миди Пирене, у департману Лот која припада префектури Каор.
По подацима из 2011. године у општини је живело 232 становника, а густина насељености је износила 22,35 становника/km². Општина се простире на површини од 10,38 km². Налази се на средњој надморској висини од 254 метара (максималној 306 m, а минималној 130 m).

## Демографија
| 1962. | 1968. | 1975. | 1982. | 1990. | 1999. | 2011. |
| ----- | ----- | ----- | ----- | ----- | ----- | ----- |
| 250   | 255   | 199   | 184   | 174   | 199   | 232   |

График промене броја становника у току последњих година